# Star Wars: Jedi Knight: Mysteries of the Sith
Jedi Knight: Mysteries of the Sith är ett datorspel och ett expansionspaket till datorspelet Star Wars: Jedi Knight Dark Forces II.